# Martha Ott
Martha Ott (* 29. März 1923 in Schramberg; † 18. Oktober 2007 in Günzburg) war eine deutsche Unternehmerin. Sie war Seniorchefin und langjährige Aufsichtsrätin der Creaton AG und wurde durch ihr großes soziales Engagement zur bekannten Wohltäterin in der Region Ichenhausen/Günzburg.

## Leben und Wirken
Martha Ott wuchs in Schramberg im Schwarzwald auf, wo ihre Eltern ein kleines Lebensmittelgeschäft führten. An der Höheren Handelsschule in Calw absolvierte sie eine kaufmännische Ausbildung.

Am 12. Februar 1944 heiratete sie den Unternehmer Ernst Ott, der in Autenried im schwäbischen Landkreis Günzburg das Ziegelwerk seines Vaters übernommen hatte. Zusammen baute das Ehepaar die Firma zu einem florierenden mittelständischen Betrieb aus.

Nach dem Tod ihres Ehemannes im Jahr 1987 führte Martha Ott den Betrieb erfolgreich allein weiter und baute ihn aus.
Erst nach der Fusion der Ernst Ott GmbH & Co. KG mit der Josef Berchtold GmbH zog sich Martha Ott nach mehr als vier Jahrzehnten Anfang 1992 aus der Führungsebene und dem aktiven Geschäftsleben zurück und wechselte in den Aufsichtsrat der neu entstandenen Creaton AG, wo sie noch bis 2003 tätig war.

Martha Ott und ihr Ehemann engagierten sich – oft in aller Stille – aus einer zutiefst christlichen Haltung heraus kontinuierlich für soziale und kulturelle Projekte in ihrer Region. So förderten sie beispielsweise großzügig die Renovierung der Pfarrkirche St. Stephan in Autenried und die Sing- und Musikschule der Stadt Ichenhausen und unterstützten die örtlichen Musik-, Sport- und sonstige Vereine durch Spenden.
 Auch die Mitarbeiter ihrer Firma erhielten im Bedarfsfall unbürokratisch Hilfe von Seiten der Familie Ott.

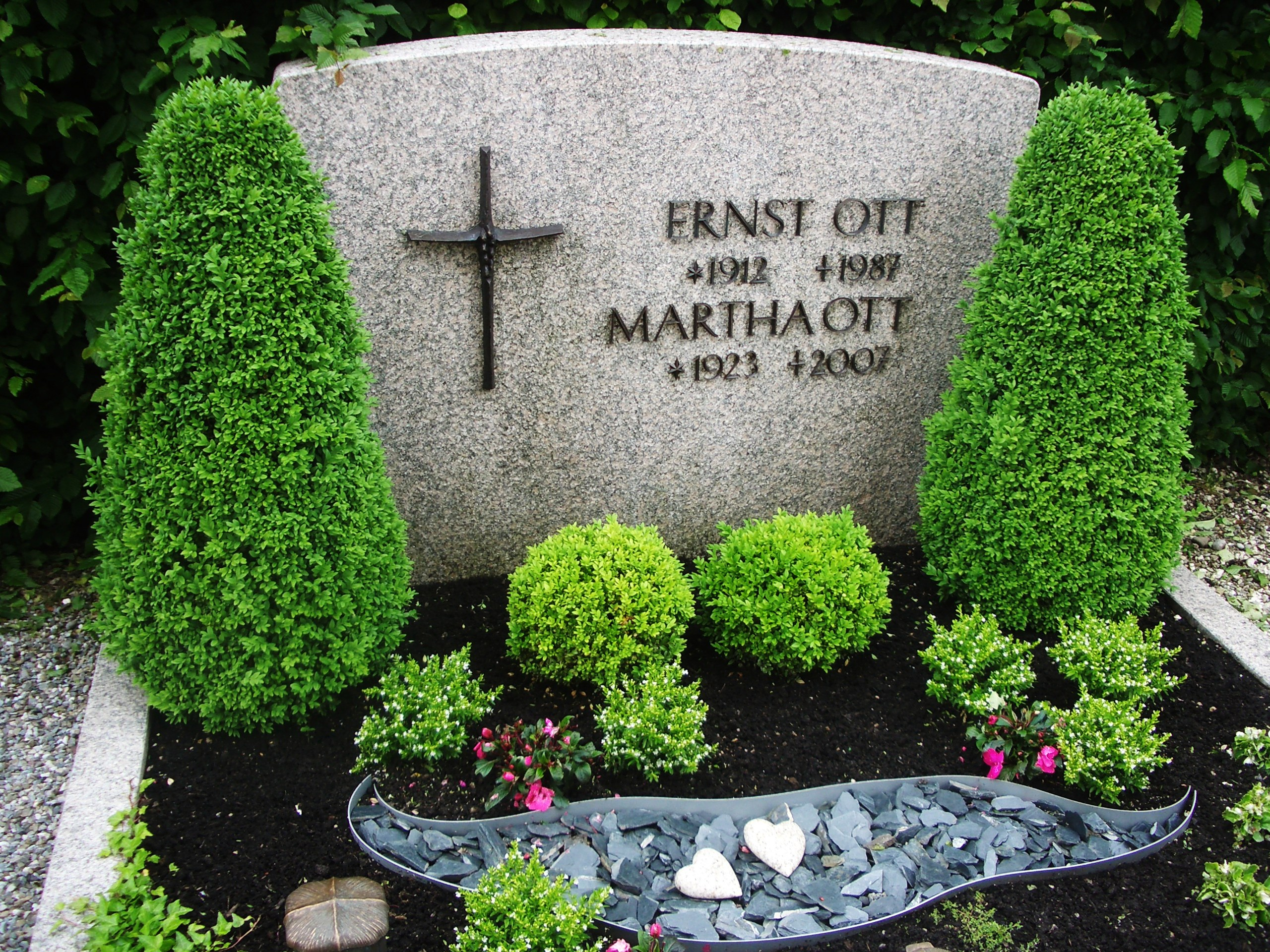
Grab von Ernst und Martha Ott auf dem Friedhof bei der Kirche St. Stephan, Autenried

Das bisherige große soziale Engagement setzte Martha Ott auch als Witwe konsequent fort. Im Jahr 1994 errichtete sie zum Gedenken an ihren verstorbenen Ehemann die karitative „Ernst und Martha Ott-Stiftung“ mit dem Ziel, unverschuldet in Not geratenen Menschen zu helfen. Bis Ende 2014 konnte die Stiftung insgesamt knapp 1,6 Mio. Euro an Hilfsgeldern im Landkreis Günzburg ausschütten.

Ebenfalls im Jahr 1994 ermöglichte Martha Ott mit einer großzügigen Spende den Bau einer gerontopsychiatrischen Pflegeeinrichtung im Zentrum von Ichenhausen, die zu Ehren ihres verstorbenen Mannes den Namen „Ernst-Ott-Seniorenzentrum“ trägt.

Für ihr langjähriges und vielfältiges soziales Engagement erhielt Martha Ott verschiedene Ehrungen, unter anderem wurden ihr im Jahr 1995 das Bundesverdienstkreuz am Bande und im Jahr 1999 der Bayerische Verdienstorden verliehen.
Martha Ott verstarb im Oktober 2007 im Alter von 84 Jahren in Günzburg und wurde auf dem Friedhof bei der Pfarrkirche St. Stephan in Autenried an der Seite ihres Ehemannes beigesetzt.

## Ehrungen
- 1991 Goldene Bürgermedaille der Stadt Ichenhausen[1]
- 1995 Verdienstkreuz am Bande des Verdienstordens der Bundesrepublik Deutschland
- 1998 Ehrenbürgerin der Stadt Ichenhausen[1]
- 1998 Verdienstmedaille des Landkreises Günzburg[1]
- 1999 Bayerischer Verdienstorden